# Fußball-Europameisterschaft 1960/Qualifikation

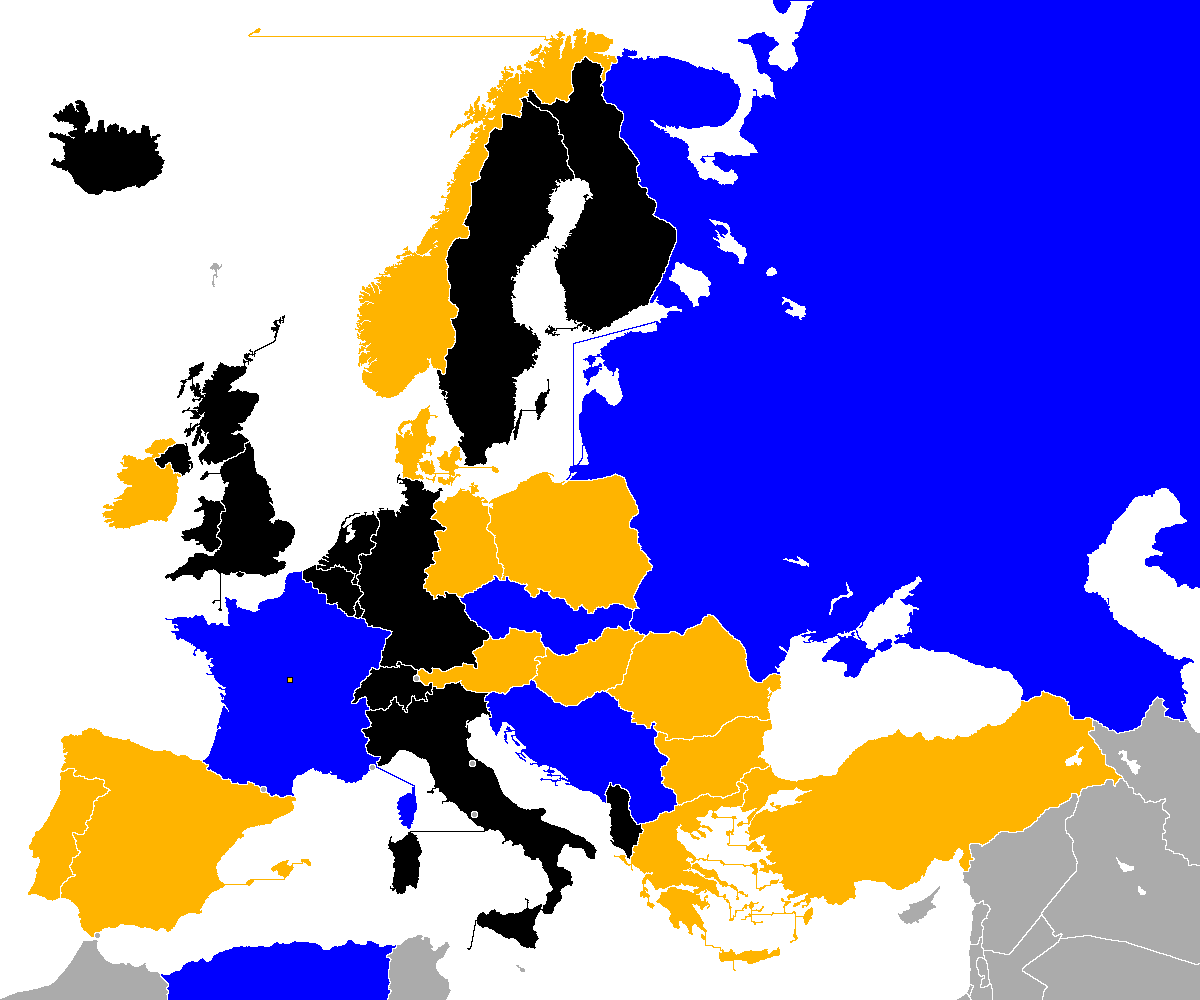
Euro 1960 qualifiers
qualifiziert
nicht qualifiziert
nicht teilgenommen
kein UEFA-Mitglied

An der Qualifikation zur Fußball-Europameisterschaft 1960 beteiligten sich 17 Nationalmannschaften, die nach dem K.-o.-System die vier Endrundenteilnehmer feststellten. Der Gastgeber war im Gegensatz zu heute nicht automatisch qualifiziert, vielmehr mussten die Bewerber um die Endrundenausrichtung das Halbfinale erreichen. Hätte Frankreich das Halbfinale nicht erreicht, so wäre unter den Halbfinalisten ein neuer Gastgeber ausgewählt worden.

## Vorausscheidung
|        | Gesamt |                  | Hinspiel | Rückspiel |
| ------ | ------ | ---------------- | -------- | --------- |
| Irland | 2:4    | Tschechoslowakei | 2:0      | 0:4       |

Weil sich 17 Teilnehmer angemeldet hatten, kam es zu einer Vorausscheidung zwischen zwei Teams, damit die Zahl von Mannschaften für das Achtelfinale auf sechzehn begrenzt wurde. Im Hinspiel gewann Irland am 5. April 1959 vor 37.000 Zuschauern in Dublin durch Tore von Liam Tuohy und Noel Cantwell mit 2:0. Das Rückspiel am 10. Mai 1959 in Bratislava vor heimischem Publikum (41.000 Zuschauer) konnte die Tschechoslowakei aber für sich entscheiden. Sie ging schon in der vierten Minute durch einen Strafstoß von Torwart Imrich Stacho in Führung und sicherte sich in der zweiten Halbzeit mit drei weiteren Toren – Titus Buberník (57.), Ladislav Pavlovič (67.), Milan Dolinský (75.) – zum 4:0-Sieg die Achtelfinalteilnahme, dank der besseren Tordifferenz.

## Achtelfinale
|             | Gesamt |                  | Hinspiel | Rückspiel |
| ----------- | ------ | ---------------- | -------- | --------- |
| Sowjetunion | 4:1    | Ungarn           | 3:1      | 1:0       |
| Frankreich  | 8:2    | Griechenland     | 7:1      | 1:1       |
| Rumänien    | 3:2    | Türkei           | 3:0      | 0:2       |
| Norwegen    | 2:6    | Österreich       | 0:1      | 2:5       |
| Jugoslawien | 3:1    | Bulgarien        | 2:0      | 1:1       |
| DDR         | 2:5    | Portugal         | 0:2      | 2:3       |
| Polen       | 2:7    | Spanien          | 2:4      | 0:3       |
| Dänemark    | 3:7    | Tschechoslowakei | 2:2      | 1:5       |

Mit dem Spiel am 28. September 1958 in Moskau von Gastgeber UdSSR gegen Ungarn begann das Achtelfinale des Europapokal der Nationen 1960. Vor 100.572 Zuschauern setzte sich das heimische Team nach Toren von Anatoli Iljin (9.), Slawa Metreweli (20.) und Walentin Iwanow in der 32. Spielminute durch. János Göröcs konnte lediglich in der 84. Minute auf 1:3 verkürzen. Ein Jahr später, am 27. September 1959, fand das Rückspiel vor 78.000 Zuschauern in Budapest statt. Durch ein Tor von Juri Woinow in der 58. Spielminute verlor der Gastgeber auch das Rückspiel. In der Heimmannschaft stand Gyula Grosics im Tor, und auch auf József Bozsik griff Trainer Lajos Baróti zurück.
Frankreich entschied das Duell gegen Griechenland bereits im Hinspiel mit dem klaren 7:1-Erfolg am 1. Oktober 1958 in Paris. Rumänien bezwang die Türkei am 2. November 1958 in Bukarest mit 3:0, hatte aber im Rückspiel am 26. April 1959 in Istanbul bei der 0:2-Niederlage noch bange Minuten zu überstehen.
Klar war dagegen der Einzug von Österreich gegen Norwegen in das Viertelfinale. Die Mannschaft von Trainer Karl Decker setzte sich bereits am 20. Mai 1959 in Oslo durch ein Tor von Erich Hof durch und entschied auch das Rückspiel am 23. September 1959 in Wien mit 5:2 für sich. Jugoslawien setzte sich am 31. Mai 1959 in Belgrad mit 2:0 gegen Bulgarien durch, so reichte das 1:1-Remis am 25. Oktober in Sofia zum Weiterkommen.
Portugal gewann beide Spiele innerhalb von sieben Tagen gegen die DDR: am 21. Juni in Berlin mit 2:0 und am 28. Juni 1959 in Porto mit 3:2. Mário Coluna, der Mittelfeldspieler von Benfica Lissabon, erzielte in den beiden Spielen drei Tore gegen die von Fritz Gödicke betreute DFV-Auswahl.
Auch Spanien gewann beide Spiele gegen den Konkurrenten aus Polen, in Chorzow am 28. Juni 1959 mit 4:2 und in Madrid am 14. Oktober 1959 mit 3:0. Im Rückspiel dominierte die Offensive mit László Kubala, Alfredo Di Stéfano, Luis Suárez und Francisco Gento eindeutig das Spiel und reihte Spanien in die Favoritenränge für das Viertelfinale ein.
Auch die Tschechoslowakei setzte sich nach dem 2:2-Remis im Hinspiel in Kopenhagen mit einem überlegenen 5:1-Heimerfolg am 18. Oktober in Brno gegen Dänemark durch.

## Viertelfinale
|             | Gesamt |                  | Hinspiel       | Rückspiel      |
| ----------- | ------ | ---------------- | -------------- | -------------- |
| Frankreich  | 9:4    | Österreich       | 5:2            | 4:2            |
| Portugal    | 3:6    | Jugoslawien      | 2:1            | 1:5            |
| Sowjetunion | 6:0    | Spanien          | 3:0 (kampflos) | 3:0 (kampflos) |
| Rumänien    | 0:5    | Tschechoslowakei | 0:2            | 0:3            |

Frankreich besiegte mit den Spielern des WM-Dritten von 1958 in Schweden, Robert Jonquet, Armand Penverne, Raymond Kopa, Just Fontaine und Jean Vincent, unter Trainer Albert Batteux am 13. Dezember 1959 im Stade de Colombes in Paris Österreich mit 5:2. Der Torschützenkönig der WM 1958, Fontaine, erzielte dabei drei Tore. Beim Rückspiel am 27. März 1960 im Wiener Praterstadion agierte Kopa überragend und war an allen vier französischen Toren beteiligt. Den Endstand zum 4:2 in der 84. Minute markierte er selbst. Fontaine hatte sich beim Ligaspiel gegen Sochaux ein Bein gebrochen und fiel somit verletzt aus. Die österreichische Mannschaft von Trainer Karl Decker konnte mit den Routiniers Kurt Schmied, Karl Stotz, Erich Probst, Karl Koller und Gerhard Hanappi die zwei Niederlagen nicht verhindern.
Portugal und Jugoslawien trugen ihre Spiele im Viertelfinale am 8. und 27. Mai 1960 aus. In Lissabon setzten sich die Portugiesen um die Benfica-Spieler Mário Coluna, Dominiciano Cavem, Joaquim Santana und Germano de Figueiredo mit 2:1 durch. Im Rückspiel siegten vor 55.000 Zuschauern in Belgrad die Jugoslawen um Kapitän Bora Kostić überlegen mit 5:1. Cavem konnte die Führung von Šekularac in der 29. Minute ausgleichen, aber die weiteren Treffer der „Plavi“ (Blauen) Zvezdan Čebinac, Milan Galić und zweimal Kostić entschieden die Begegnung.
Die Begegnungen zwischen Spanien und der Sowjetunion fielen dem Kalten Krieg zum Opfer. Spanien weigerte sich auf Geheiß der damaligen Regierung unter Diktator Francisco Franco, in der Sowjetunion zu spielen, obwohl sich die spanische Mannschaft auf dem Weg in die UdSSR bereits am Flughafen in Madrid versammelt hatte. Die Führung der Sowjetunion lehnte ihrerseits eine Austragung auf neutralem Boden ab. Die beiden Spiele wurden von der UEFA mit jeweils 3:0 für die Mannschaft der UdSSR gewertet. Spanien musste zudem noch eine Konventionalstrafe zahlen.
Rumänien und die Tschechoslowakei trugen ihre Viertelfinalspiele am 22. und 29. Mai 1960 in Bukarest und Bratislava aus. In beiden Begegnungen gaben die von Rudolf Vytlačil trainierten Tschechen den Ton an. In Bukarest zeichneten sich Josef Masopust und Vlastimil Bubník, im Rückspiel mit zwei Treffern Titus Buberník und nochmals Bubník als Torschützen aus. Die Rumänen um Ion Nunweiller waren ohne Chance.